# Welttag des Hörens

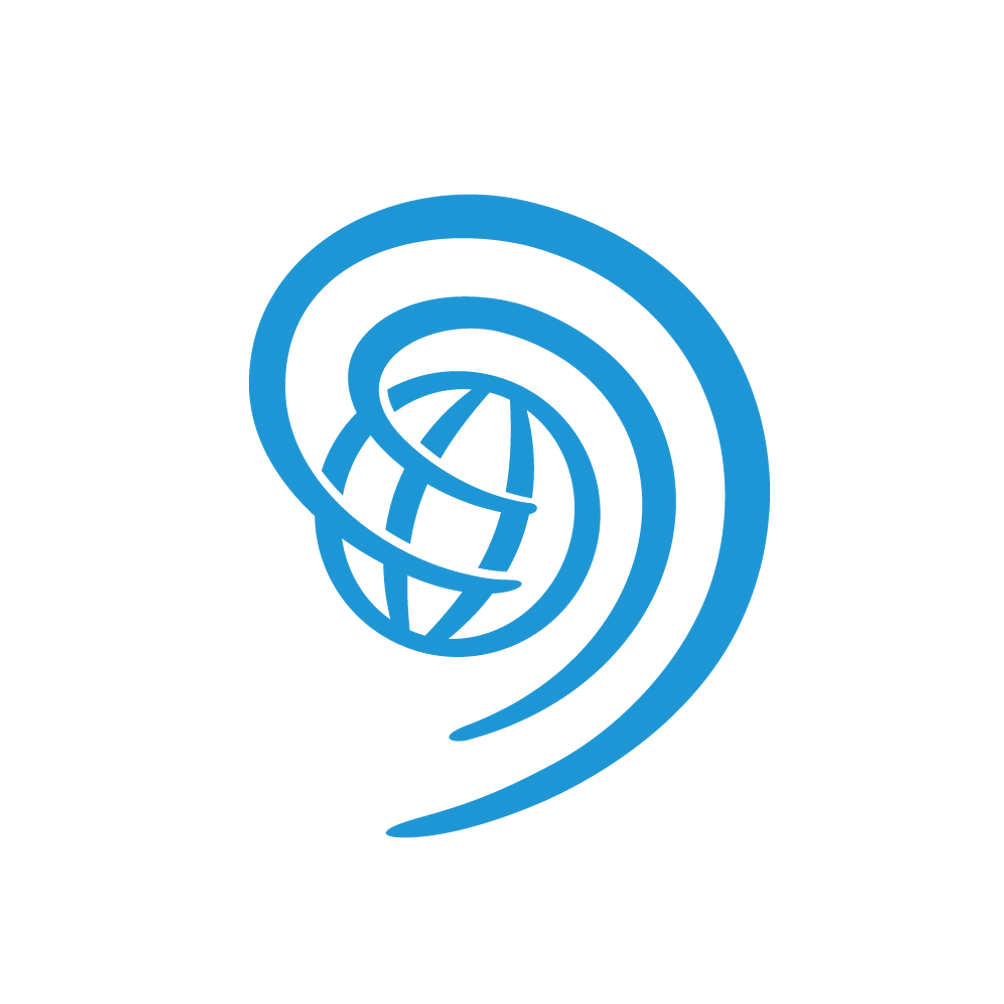
Offizielles Logo der WHO für den Welttag des Hörens

Der Welttag des Hörens (englisch World Hearing Day bzw. International Ear Care Day) ist ein weltweiter Aktionstag, mit dem die Weltgesundheitsorganisation (WHO) gemeinsam mit nationalen Partnern globale Aufmerksamkeit auf die Prävention und Versorgung von Hörminderungen und auf die Bedeutung des Gehörs lenken möchte. Hintergrund ist, dass etwa 5 Prozent der Weltbevölkerung (466 Mio. Menschen) hochgradig hörgemindert und dadurch behindert sind. Dies betrifft allein ein Drittel der über 65-Jährigen, aber auch 34 Mio. Kinder. Gemäß den WHO-Kriterien liegt die Prävalenz von Schwerhörigkeit in Deutschland bei 12 Prozent. Dies würde bedeuten, dass etwa 10 Mio. Menschen in Deutschland schwerhörig sind. 5,8 Millionen Deutsche über 15 Jahren haben zudem einen beeinträchtigenden Hörverlust von mehr als 35 Dezibel – davon sind lediglich zwei Millionen mit Hörsystemen versorgt.
Der Aktionstag findet jährlich am 3. März statt (bis 2015 unter der Bezeichnung „International Ear Care Day“).

## Geschichte
Der Welttag wurde 2007 auf der „Ersten Internationalen Konferenz zur Prävention und Rehabilitation von Hörminderungen“ (engl.: First International Conference on Prevention and Rehabilitation of Hearing Impairment) in Peking ins Leben gerufen. Er hat ein jährlich wechselndes Schwerpunktthema (Auswahl, in Engl.):
- 2025: „Changing mindsets: Empower yourself to make ear and hearing care a reality for all!“;[6] deutschsprachige Kampagne: „Mehr verstehen, mehr erleben“[7]
- 2024: „Changing Mindsets: Let’s make ear and hearing care a reality for all!“;[8] deutschsprachige Kampagne: „Das Leben gehört gehört!“[9]
- 2023: „Ear and hearing care for all! Let’s make it a reality“;[10] deutschsprachige Kampagne: „Hörvorsorge ab 50 – ICH geHÖRE daZU!“[11]
- 2022: “To hear for life, listen with care”;[12] deutschsprachige Kampagne: „WIR geHÖREN ZU dir!“[13]
- 2021: „Hearing Care for all“[14]
- 2020: „Don’t let hearing loss limit you!“[15]
- 2019: „Check your hearing!“[16]
- 2018: „Hear the future and prepare for it“[17]
- 2017: „Action for Hearing Loss: Make a Sound Investment“[18]
- 2016: „Childhood Hearing Loss: Act Now, Here Is How!“[19]
- 2015: „Make Listening Safe“[20]
- 2014: „Ear Care Can Avoid Hearing Loss“[20]
- 2013: „Healthy Hearing, Happy Life – Hearing Health Care for Ageing People“[20]

2019 beteiligten sich zum ersten Mal die Hörakustikerverbände in Österreich und in der Schweiz an der vom Bundesverband der Hörsysteme-Industrie koordinierten deutschsprachigen Kampagne zum Welttag des Hörens. Auch in den Folgejahren klärten sie in einer gemeinsamen „D-A-CH-Kampagne“ in drei Staaten über Ursachen und Risiken von Hörminderungen auf und vermitteln Experten für eine optimale Versorgung schwerhöriger Menschen.

## Themen
Im Vorfeld des 3. März veröffentlichten WHO und nationale Partnerorganisationen aktuelle statistische Daten zum jeweiligen Schwerpunktthema des Welttages.
- Am 3. März 2025 fand der 15. Welttag des Hörens unter dem globalen Motto „Changing mindsets: Empower yourself to make ear and hearing care a reality for all!“[21] statt. In Deutschland stand der Tag unter dem Motto „Mehr verstehen, mehr erleben“[22] und hob die Bedeutung des Hörens für Lebensqualität und soziale Teilhabe hervor. Bundesgesundheitsminister Prof. Dr. Karl Lauterbach übernahm erneut die Schirmherrschaft und warnte vor den Folgen unbehandelter Hörminderungen. Mit besonderen Aktionen machte der Bundesverband der Hörsysteme-Industrie (BVHI) auf den Welttag des Hörens aufmerksam. Ein besonderes Highlight war die Aktion mit dem Philharmonischen Staatsorchesters Mainz,[23] bei der mit Musikern Hörtests durchgeführt wurden. Ebenso viel Aufmerksamkeit erhielt die Aktion mit dem bekannten Straßenbahnfahrer aus Frankfurt am Main, Peter Wirth, alias der Bahn Babo.[24] Beide Aktionen wurden von TV-Sendern begleitet und trugen zur erfolgreichen Reichweite des Welttags 2025 bei. Bundesweit informierten Hörakustiker, HNO-Praxen, Kliniken, Selbsthilfegruppe und Verbände mit Veranstaltungen und Beratungen über die Bedeutung der Hörgesundheit.
- Zum 14. Welttag des Hörens 2024 wählte die WHO das Motto „Changing mindsets: Let’s make ear and hearing care a reality for all!“, um falsche Vorstellungen und stigmatisierende Denkweisen im Zusammenhang mit Hörverlust abzubauen. In Deutschland informierten unter anderem Hörakustiker, Hals-Nasen-Ohren-Ärzte und Audio-Therapeuten im Rahmen der Kampagne „Das Leben gehört gehört!“ unter der Schirmherrschaft von Bundesgesundheitsminister Dr. Karl Lauterbach über die Vorteile rechtzeitiger Hörversorgung sowie die Vorbeugung möglicher gesundheitlicher Folgen einer unversorgten Schwerhörigkeit.
- 2023 stand der Welttag des Hörens in Deutschland unter dem Motto „Hörvorsorge ab 50 – ICH geHÖRE daZU!“. Die zentrale Forderung lautete, gesetzlich Krankenversicherten ab dem 50. Lebensjahr eine regelmäßige Überprüfung des Gehörs durch den HNO-Arzt als eine regelmäßige Vorsorgeleistung anzubieten. Die deutschlandweite Aufklärungskampagne ergänzte die internationale Kampagne „Ear and hearing care for all! Let’s make it a reality“ der WHO, die sich für die Aufnahme der Hörgesundheit in die Primärversorgung als wesentlichen Bestandteil der allgemeinen Gesundheitsversorgung starkmachte.[25]
- Unter dem Motto „To hear for life, listen with care“ weist die WHO zum Welttag 2022 auf die Bedeutung und die Möglichkeiten der Prävention von Hörverlust durch sicheres (d. h. lärmarmes) Zuhören hin. Die WHO fordert Regierungen, Industriepartner und die Zivilgesellschaft auf, das Bewusstsein für evidenzbasierte Standards, die sicheres Zuhören fördern, zu schärfen und diese umzusetzen.[26]
- Die deutschsprachige (D, A, CH) Kampagne ergänzt die präventive Botschaft der WHO um Informationen zu den an der Hörversorgung beteiligten Akteursgruppen (wie HNO-Ärzte, Hörakustiker, Hersteller, Logopäden, Audiotherapeuten). Diese werden in der Kampagne „Wir geHÖREN ZU dir“ vorgestellt und ihr Beitrag für eine optimale Hörversorgung anhand dreier Schwerpunktthemen erläutert: Hörversorgung von Kindern, Schwerhörigkeit im Alter, Hörimplantate.[27]
- Am 2. März 2021 veröffentlichte die WHO den ersten World Report on Hearing, eine globale Untersuchung zu Hörminderung und ihrer Versorgung im internationalen Vergleich.[28] Demnach leben 1,5 Milliarden Menschen weltweit mit einem Hörverlust. Von den 10 Millionen Menschen in Deutschland, die nach eigenen Angaben mit einer Schwerhörigkeit leben, sind fast 6 Millionen signifikant beeinträchtigt. Allerdings unternimmt nur ein Drittel etwas dagegen. Die Ergebnisse wurden im Rahmen einer virtuellen Lunch Debate am 3. März 2021 mit Vertretern aus Politik, Gesundheit & Wirtschaft diskutiert und in den deutschen Kontext eingeordnet.
- 2020 nahm der Welttag des Hörens die hohe Zahl unversorgt Schwerhöriger zum Anlass, den Appell „Hör nicht auf!“ an die Menschen zu richten – angelehnt an das WHO Motto „Don’t let hearing loss limit you!“. Ziel war es, darauf aufmerksam zu machen, dass eine Hörminderung kein Hindernis für ein aktives Leben sein muss. Eine adäquate Versorgung steigert die Lebensqualität, erleichtert soziale Kontakte und erhöht die Sicherheit im Straßenverkehr. Begleitet wurde der Welttag von der technischen Neuerung von Bluetooth LE Audio, die künftig eine noch umfassendere Inklusion hörgeminderter Menschen im Alltag ermöglichen wird.
- Im Vorfeld des Welttages 2019 veröffentlichte die Hear-it AISBL aktuelle Zahlen zu Folgekosten unversorgter Hörminderung. Demnach verursacht unversorgte Hörminderung in der EU Schäden von 185 Mrd. Euro pro Jahr – auf Deutschland entfallen davon 39 Mrd. Euro, verursacht durch geminderte Lebensqualität und Produktivitätsverluste. Ermittelt wurden die Zahlen in einer Metastudie unter dem Titel „Hearing Loss – Numbers and Costs“ an der Brunel University London. Hierfür wurden in den letzten zwei Jahrzehnten Hunderte von wissenschaftlichen Studien und Aufsätzen über die Prävalenz und die Folgen von Hörverlust sowie den Einsatz und die Vorteile von Hörgeräten analysiert und verglichen. Schirmherr der deutschsprachigen Kampagne zum Welttag war Bundesgesundheitsminister Jens Spahn.[29]
- 2018 stellte die WHO die drastisch ansteigende Zahl von Hörminderungen in den Fokus. Aktuelle Analysen weisen darauf hin, dass 2030 knapp 630 Millionen Menschen an Gehörverlust leiden könnten, wenn keine präventiven und behandelnden Maßnahmen dagegen eingeleitet werden. 2050 wären es schon mehr als 900 Millionen Menschen weltweit. Gründe hierfür sieht die WHO in der steigenden Weltbevölkerung und der zunehmenden Anzahl älterer Menschen in der Bevölkerung.[30]
- 2017 wies die WHO die jährlichen Kosten aus, die unbehandelte Hörminderungen weltweit verursachen. Demnach können jährlich rund 750 Milliarden US-Dollar (ca. 700 Mrd. Euro) gespart werden, würden Hörminderungen zeitnah und richtig behandelt. Diese Summe setzt sich laut WHO zusammen aus Gesundheitsausgaben (67–107 Mrd. US-Dollar), Erziehungs- und Betreuungsaufwänden für schwerhörige Kinder (3,9 Mrd. US-Dollar), Produktivitätseinbußen aufgrund frühzeitiger Verrentungen (105 Mrd. US-Dollar) und gesellschaftlichen Kosten als Resultat sozialer Isolation und Ausgrenzung aufgrund von Schwerhörigkeit (573 Mrd. US-Dollar).[31]
- Vor dem Welttag 2016 veröffentlichte die WHO erstmals Zahlen zu den weltweit durch Schwerhörigkeit behinderten Kindern. Demnach sind (bei insg. weltweit 360 Mio. schwerhörigen Menschen) 32 Mio. Kinder derart schwerhörig, dass sie in ihrem Alltag und in ihrer Entwicklung behindert (englisch disabled) sind. Die WHO schätzt, dass etwa 60 Prozent dieser Hörbehinderungen durch präventive Maßnahmen zu verhindern sind. Etwa die Hälfte der vermeidbaren Hörbehinderungen bei Kindern werden durch Krankheiten wie Masern, Mumps, Röteln und Infektionen verursacht, 17 Prozent durch Komplikationen bei der Geburt.[32] Der Welttag hob in diesem Zusammenhang die Bedeutung frühzeitiger Präventionsmaßnahmen wie das Neugeborenenhörscreening hervor, das in Deutschland 2009 – als freiwillige Leistung – flächendeckend eingeführt wurde.[33]
- 2015 wies die WHO auf die Gefährdung von weltweit 1,1 Mrd. junger Menschen durch zu lautes Musikhören (insbes. mit MP3-Playern) hin.[34] Die WHO schätzt, dass in einkommensstarken Staaten etwa die Hälfte der jungen Menschen im Alter von 12 bis 35 Jahren eine Schwerhörigkeit durch zu laute Geräuschpegel ihrer Smartphones und MP3-Player riskiert.[35] Auch in Deutschland beobachten Hals-Nasen-Ohrenärzte seit Jahren einen Anstieg der Zahl dauerhaft schwerhöriger Jugendlicher. Der Hörverlust im Hochfrequenzbereich bei Kindern und Jugendlichen hierzulande hat sich in einem Zeitraum von 24 Jahren nahezu verdoppelt. Zu den Hauptursachen dieser vor allem lärmbedingten Hörstörungen zählen Kinderspielzeuge, portable Musikabspielgeräte und Musikveranstaltungen.[36]

## Öffentliche Wahrnehmung
Die Berichterstattung zum Welttag des Hörens 2025 erreichte in Deutschland eine insgesamt beachtliche Medienresonanz. Insgesamt wurden über 12,4 Millionen Fernsehzuschauer bei acht Ausstrahlungen erreicht – ein außergewöhnlich starkes Ergebnis, das besonders durch fundierte Beiträge wie in der Frankenschau (BR, 16:07 Min., Studie Erlangen), im ORF, bei Maintower und SWR aktuell (ab Minute 23:33) geprägt wurde. Im Hörfunk erzielte die Kampagne mit 71 Ausstrahlungen eine Reichweite von fast 13,2 Millionen Hörern. Dies ist auch dem Einsatz der engagierten Botschafter zuzuschreiben. Online- und Printmedien erreichten zusammen 75,8 Millionen Leser. In den sozialen Medien wurden 653 Nennungen mit einer Reichweite von etwa 1,6 Millionen erzielt.
Die Berichterstattung über den Welttag des Hörens 2024 erreichte in Deutschland in Online- und Printmedien rund 250 Millionen Leser. 50 Radiobeiträge wurden von mehr als 8 Millionen Menschen gehört und 21 Fernsehbeiträge, beispielsweise Tipps von Hörakustikern, erreichten 1,5 Millionen Zuschauer. Auf Social Media wurden 907 Posts zum Aktionstag erstellt. Erstmals unterstützen zehn Botschafter, die selbst an Hörminderung leiden, die Reichweite der Kampagne.
Im Jahr 2023 erreichte die Welttags-Kampagne „Hörvorsorge ab 50 – ICH geHÖRE daZU!“ in Deutschland über verschiedene Medienkanäle 68,5 Millionen Leser, Zuschauer und Hörer: Print-Medien erzielten eine Reichweite von 8,7 Millionen Lesern. Über digitale Nachrichten, Nachrichtenseiten sowie Webportale wie Blogs und Newsletter wurden 46,2 Millionen Nutzer erreicht. Rund 1,2 Millionen Zuschauer sahen TV-Sendungen zu Themen des Aktionstags, über 12,4 Millionen Menschen hörten sie in Radio- und Podcastbeiträgen. Bei einer Veranstaltung im Deutschen Bundestag sprachen die Parlamentarische Staatssekretärin beim Bundesminister für Gesundheit Sabine Dittmar (MdB) und Referenten des Deutschen Schwerhörigenbundes e. V. sowie der Deutschen Cochlea-Implantat Gesellschaft e. V. vor Abgeordneten und machten sich für ein regelmäßiges Hörscreening ab dem 50. Lebensjahr als Vorsorgeleistung der gesetzlichen Krankenkassen stark.
Im Jahr 2022 stellten sich Hör-Experten im Rahmen der deutschsprachigen Kampagne: „WIR geHÖREN ZU dir!“ zum Welttag des Hörens vor, beispielsweise mit Aktionen wie Hörtests vor dem Berliner Reichstag, akustischen Stadtführungen oder Informationsveranstaltungen auf öffentlichen Plätzen. Erneut war die Kampagne in Deutschland auch medial sehr erfolgreich: 841 Veröffentlichungen in Online- & Print-Medien erreichten 27,5 Millionen Leser, etwa zum weltweiten Status quo von Ohr- und Hörproblemen oder zur Bedeutung des Hörsinns. Über neun Millionen Menschen hörten Radiobeiträge und Podcasts zum Aktionstag. In sozialen Netzwerken wurden zum Welttag 176 Beiträge erfasst. TV-Sendungen zum Thema erreichten rund 2,1 Millionen Zuschauer.
Im Jahr 2021 schlossen sich trotz eingeschränkter Möglichkeiten während der Corona-Pandemie rund 300 Partner der deutschen Kampagne „Hörgesundheit für Alle!“ (WHO: „Hearing Care for all“) zum Welttag des Hörens an. Die Botschaft des pandemiebedingt ersten rein digitalen Welttags des Hörens in Deutschland hörten und lasen mehr Menschen denn je: Sie erreichte 165 Millionen potenzielle Leser über 787 Artikel in Online & Print Medien in Deutschland, 1 Million Hörer im Radio, 39 Millionen Views über die Social-Media-Kanäle sowie 2,4 Millionen Zuschauer im TV mit 21 Sendungen.
Dem Motto „Hör nicht auf!“ haben sich 2020 bundesweit 4.700 Partner angeschlossen. Durch die mediale Berichterstattung über den Aktionstag wurden in Deutschland knapp 97,4 Millionen Leser, Hörer und Zuschauer über allgemeine Online- und Printmedien, Radio- und TV-beiträge sowie die Sozialen Medien erreicht und über Vorsorge- und Versorgungsmöglichkeiten informiert.
2019 schloss sich die deutsche Kampagne dem Motto der WHO „Check your hearing – Überprüfe dein Gehör“ an. Als Ableitung aus den kommunizierten Folgekosten unversorgter Hörminderung lag der Fokus auf Prävention und Vorsorge. Zur Unterstreichung der persönlichen Relevanz des Gehörs für die individuelle Lebensqualität wurde begleitend der Slogan „Hören. Der Sinn deines Lebens“ genutzt. Bundesweit haben Aktionspartner mit vielfältigen Aktionen über das Hören informiert. Durch die mediale Berichterstattung über den Aktionstag wurden in Deutschland knapp 31 Millionen Leser, Hörer und Zuschauer über allgemeine Online- und Printmedien, Radiobeiträge und private sowie öffentlich-rechtliche Fernsehsender erreicht und über Vorsorge- und Versorgungsmöglichkeiten informiert. Um auch die Parlamentarier des EU-Parlaments persönlich auf die Problematik aufmerksam zu machen, organisierte die WHO vor der zugehörigen Debatte vor dem Sitzungssaal im EU-Parlament einen Hörtest für Parlamentarier, an dem diese freiwillig teilnehmen und ihr Gehör testen lassen konnten.
2018 lag der Fokus in Deutschland wieder auf dem Motto „Hören. Der Sinn deines Lebens“. Rund 3.700 Partner haben dazu landesweit einen kostenlosen Hörtest zur Vorbeugung von Hörminderungen angeboten und über das Hören informiert. Die Berichterstattung über den Welttag erreichte hierzulande in allgemeinen Online- und Printmedien rund 14 Millionen Leser. 55 Radiobeiträge wurden von mehr als 6 Millionen Menschen gehört und gut 6 Millionen Zuschauer haben Fernsehbeiträge zum Welttag gesehen.
2017 beteiligten sich weltweit 55 Staaten und zahlreiche Nichtregierungsorganisationen am Welttag des Hörens. In Deutschland haben sich unter dem Motto „Hören. Der Sinn deines Lebens“ 3.500 Partner für den Aktionstag engagiert. Die Berichterstattung über den Welttag erreichte hierzulande in allgemeinen Online- und Printmedien mehr als 24 Mio. Leser. 55 Radiobeiträge wurden von mehr als 6 Millionen Menschen gehört und fast 4 Mio. Zuschauer haben Fernsehbeiträge zum Welttag gesehen.
2016 fanden in 36 Staaten auf allen Erdteilen Aktionen am Welttag des Hörens statt. In den deutschen Medien wurde neben dem internationalen Rahmenthema Kinderschwerhörigkeit vor allem das mit zunehmendem Alter steigende Risiko einer Altersschwerhörigkeit thematisiert, sowie über Ohrhygiene, die Versorgung mit Hörgeräten und Cochlea-Implantaten aufgeklärt. Insgesamt wurden nach Zahlen der Veranstalter des Welttages allein in Deutschland mit der Informations- und Aufklärungskampagne über 14 Millionen Menschen erreicht.
2015 wurde der Aktionstag von den nationalen Gesundheitssystemen in 24 Staaten sowie von 14 nationalen und internationalen Nichtregierungsorganisationen begangen. In zahlreichen Staaten war der Welttag Thema in den nationalen Medien, so zum Beispiel in Australien, Italien, dem Vereinigten Königreich, den Vereinigten Staaten und Österreich. In der bundesweiten medialen Berichterstattung in Deutschland wurde neben der zunehmenden Gefährdung Jugendlicher durch zu lautes Musikhören insbesondere die – über alle Altersgruppen hinweg – gravierende Unterversorgung schwerhöriger Menschen mit Hörhilfen thematisiert. Demnach sind 20 Millionen Menschen in Deutschland schwerhörig, doch tragen nur 16 % davon ein Hörgerät. Dabei entstehen durch die Folgen unbehandelter Schwerhörigkeit – etwa durch den Verlust der kognitiven Leistung, durch Stürze, Depressionen und Berufsunfähigkeit – volkswirtschaftliche Kosten in Höhe von 2,5 Milliarden Euro pro Jahr. Dem Zusammenhang zwischen einer unversorgten Schwerhörigkeit und einem höheren Risiko, an Demenz zu erkranken, wurde in der Folge ebenfalls wachsende mediale Beachtung geschenkt.